# Ernest Laurent

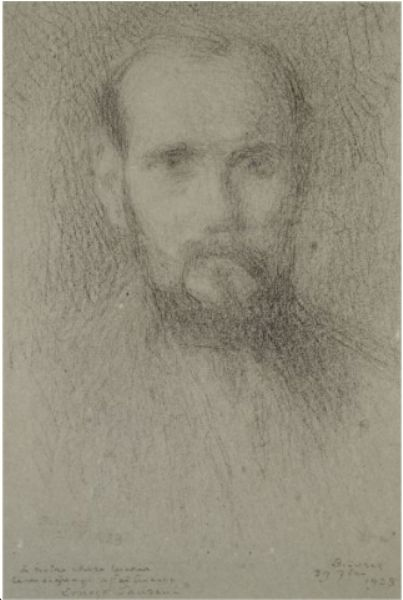
Portret van een man, zelfportret Ernest Laurent

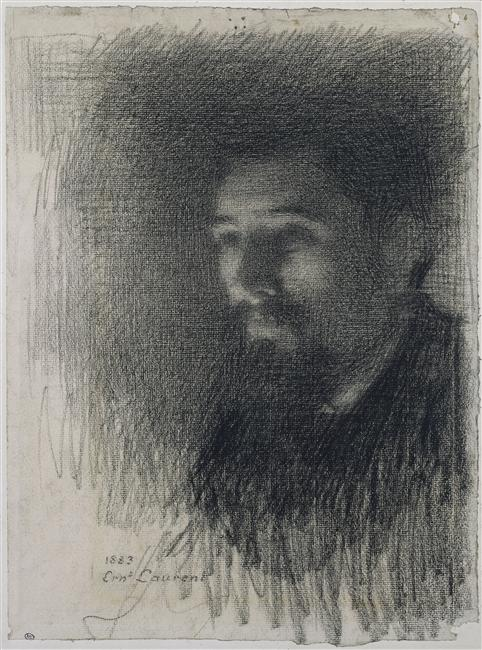
Portrait de Georges Seurat (1883), door Ernest Laurent, Louvre, Parijs

Ernest Joseph Laurent (Gentilly, Seine, 8 juni 1859 - Bièvres, Seine-et-Oise, 25 juni 1929) was een Frans kunstschilder. Hij werkte aanvankelijk in een academische stijl, maar stond later sterk onder invloed van het impressionisme. Hij werd vooral bekend om zijn portretten van vrouwen.

## Leven en werk
Laurent kreeg een klassiek-academische opleiding aan de École des Beaux Arts bij Henri Lehmann. In 1885 exposeerde hij voor het eerst in de Parijse salon. De verkoop aan de staat van zijn werk Annonciation stelde hem in staat een studiereis naar Italië te maken, onder meer naar Rome, waar hij korte tijd in de leer ging bij Ernest Hébert. Hij raakte erg onder de indruk van een reis naar Assisi, waar hij een diepreligieuze ervaring had. In 1889 won hij de Prix de Rome met zijn schilderij Le Christ et le Paralytique, waarna hij opnieuw een reis naar Rome kon maken. Hij raakte erg onder de indruk van de Italiaanse meesters uit de 14e en 15e eeuw.
Vanaf de jaren 1890 kwam Laurent steeds meer onder invloed te staan van de impressionisten. Hij sloot vriendschap met Georges Seurat, Edmond Aman-Jean, Henri Martin en Henri Le Sidaner. Vanaf 1896 zou hij overwegend intieme, fragiele vrouwenportretten maken, vaak naakten, waarbij hij zijn klassieke ervaringen combineerde met impressionistische invloeden. In 1900 had hij hiermee een succesvolle expositie bij Paul Durand-Ruel. Hij maakte na 1900 ook diverse muurschilderingen waarin hij zijn religiositeit tot uitdrukking brengt, onder meer voor de Sorbonne.
In 1917 werd Laurent gekozen tot lid van de Académie des beaux-arts. Hij was leraar aan de École des beaux-arts. Hij overleed in 1929, 70 jaar oud en werd begraven op het cimetière du Père-Lachaise. Na zijn dood vond er een grote overzichtstentoonstelling van zijn werk plaats in de Musée de l'Orangerie te Parijs.

## Vrouwenportretten

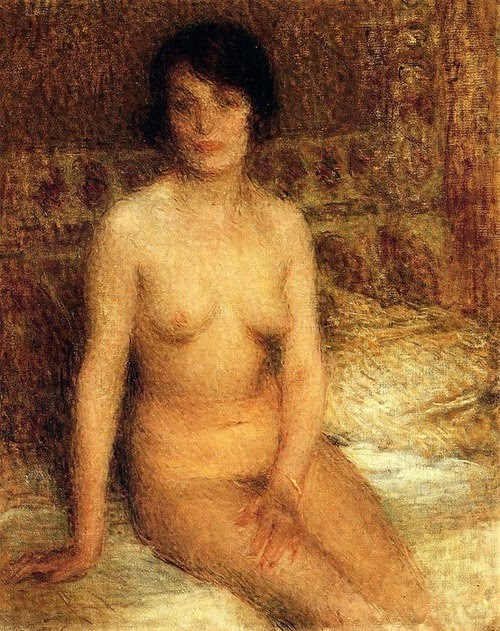
Zittend naakt
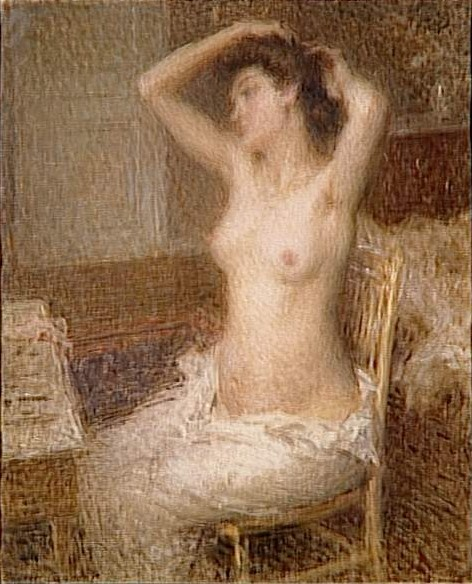
Vrouw doet toilette
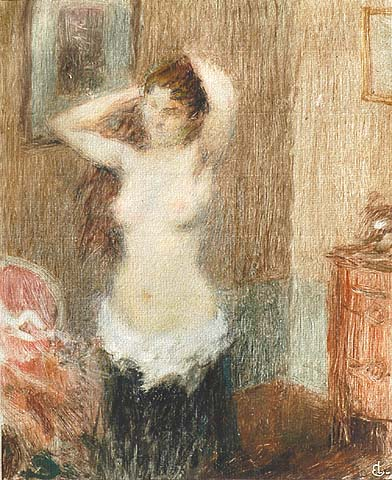
Vrouw kamt haar haar
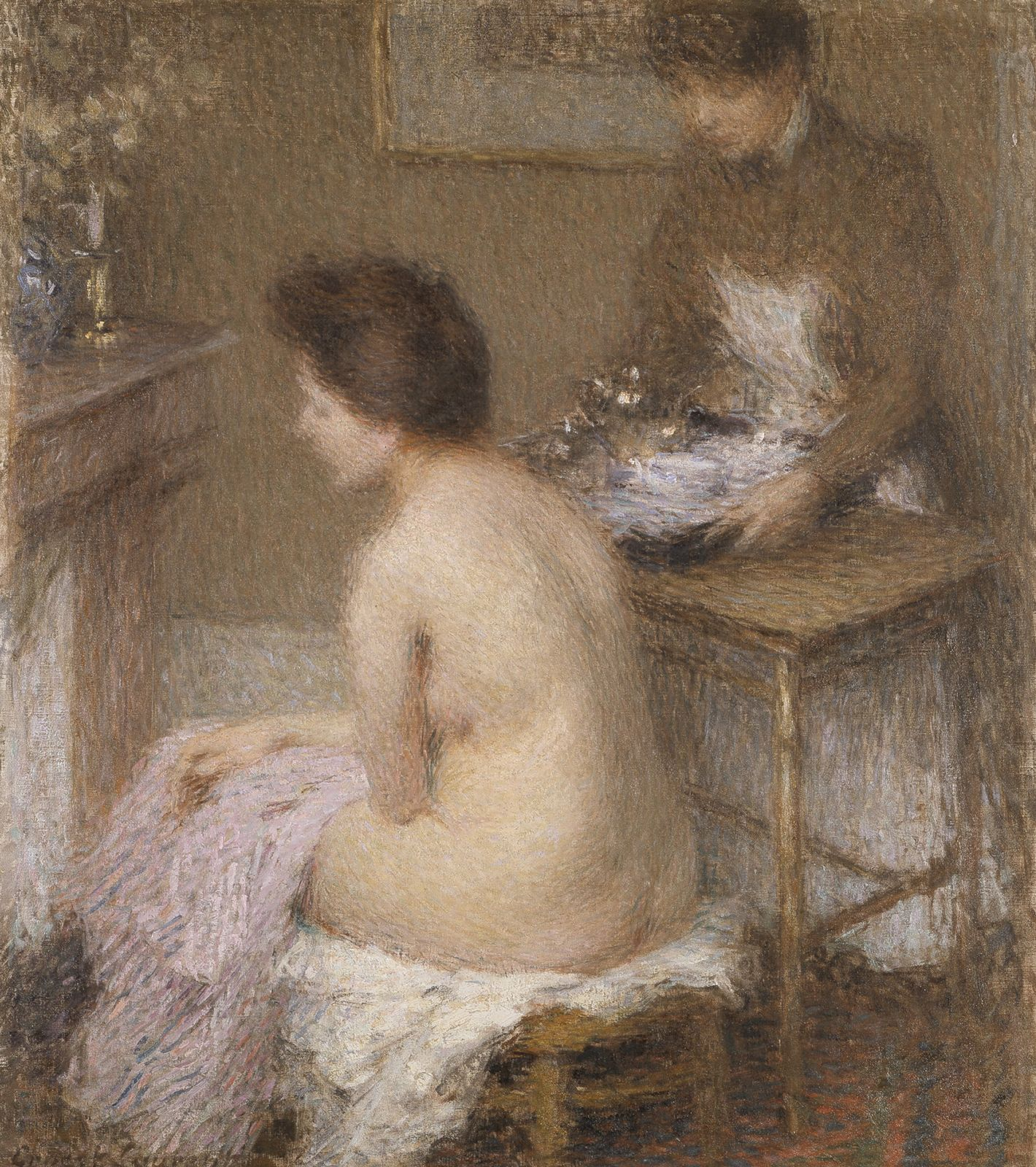
Na het bad
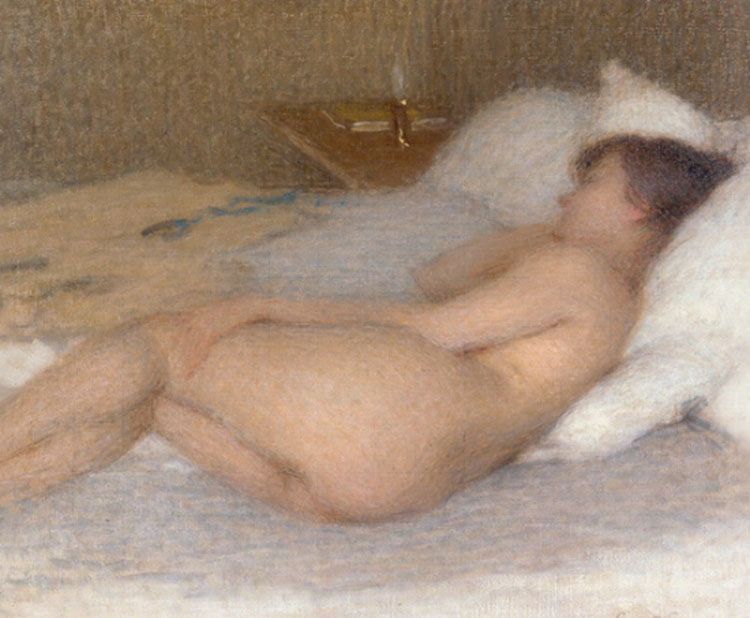
Naakte vrouw
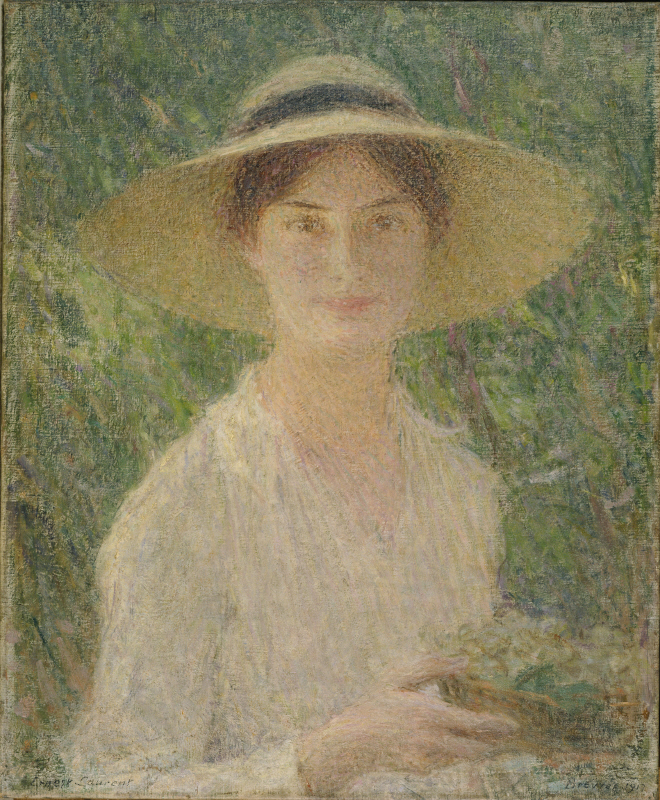
Portret van een jonge vrouw
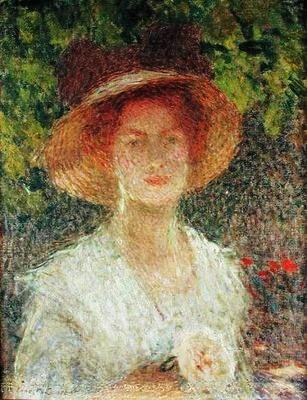
De strooien hoed
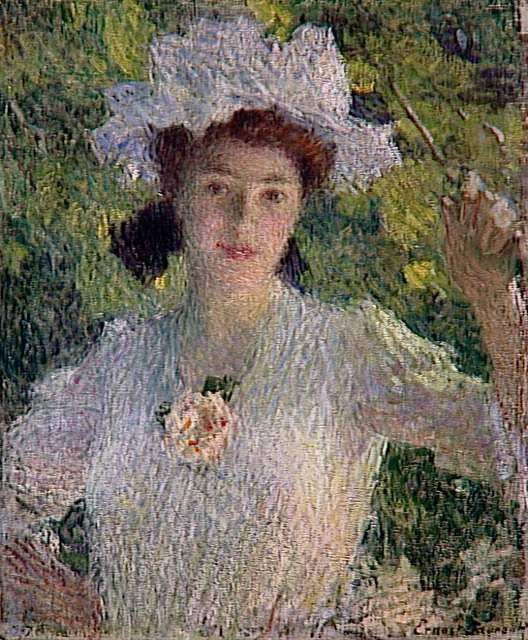
Onder de takken
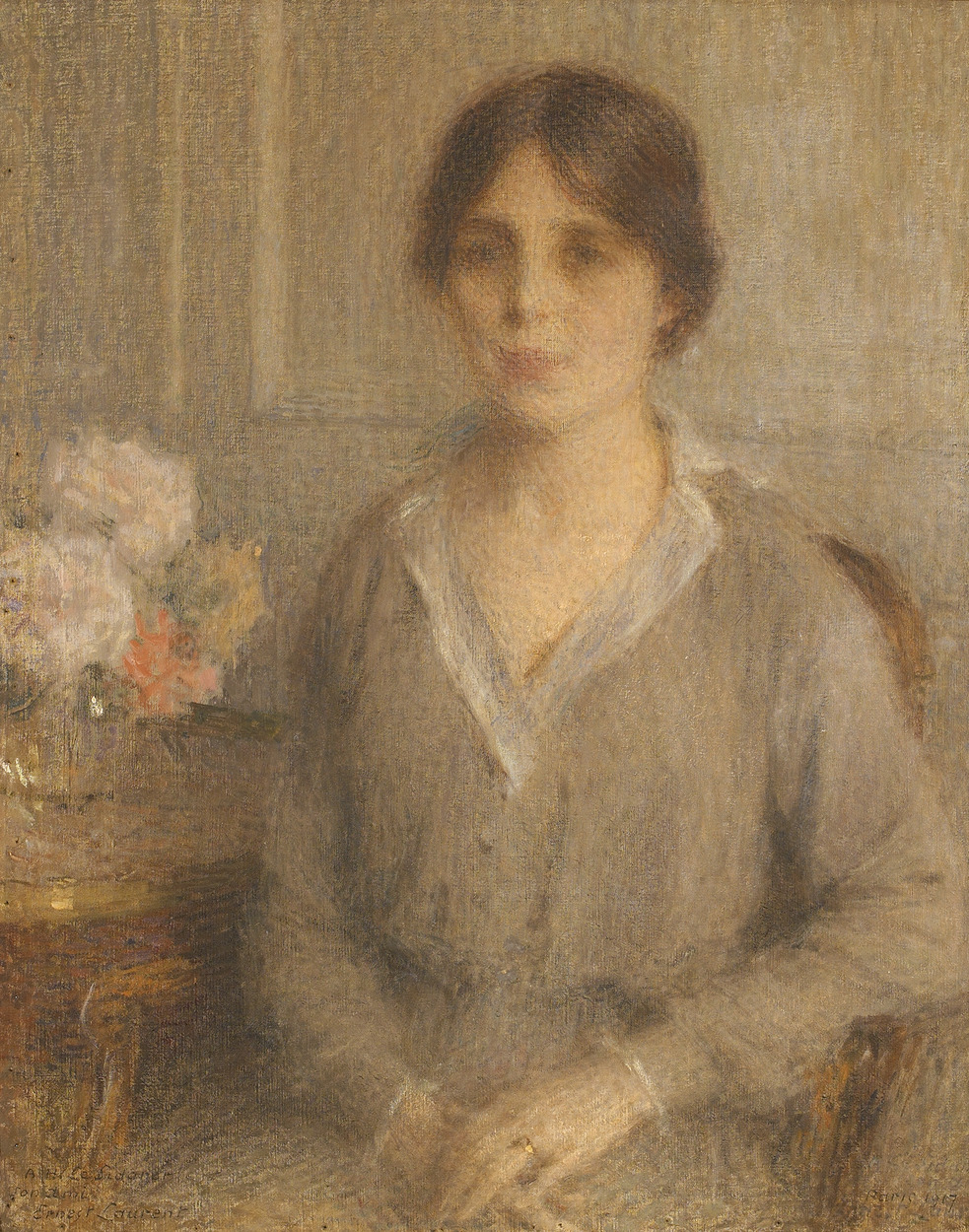
Madame Le Sidaner
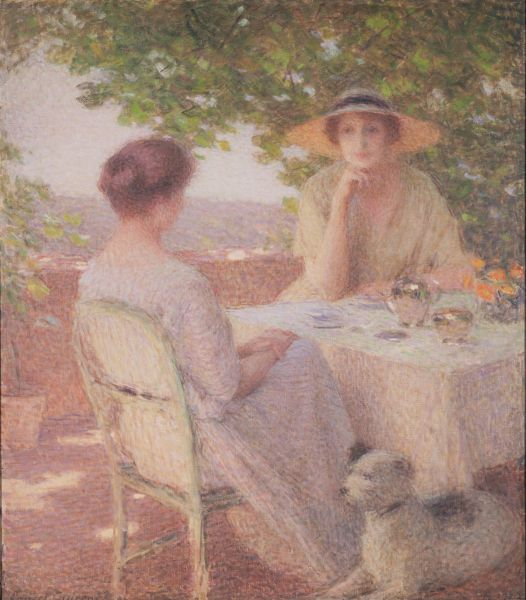
Twee vrouwen op het terras
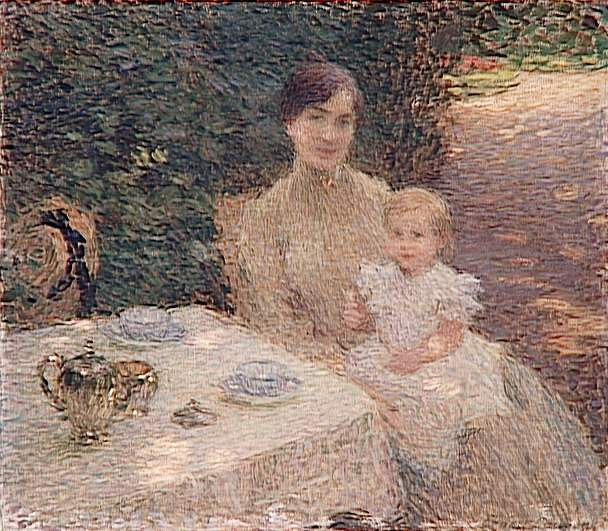
In de tuin
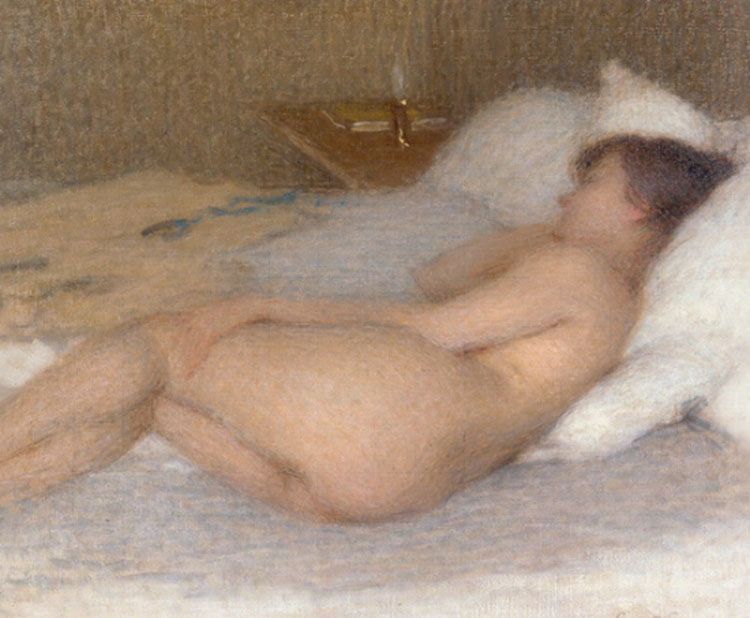
Vrouwelijk naakt
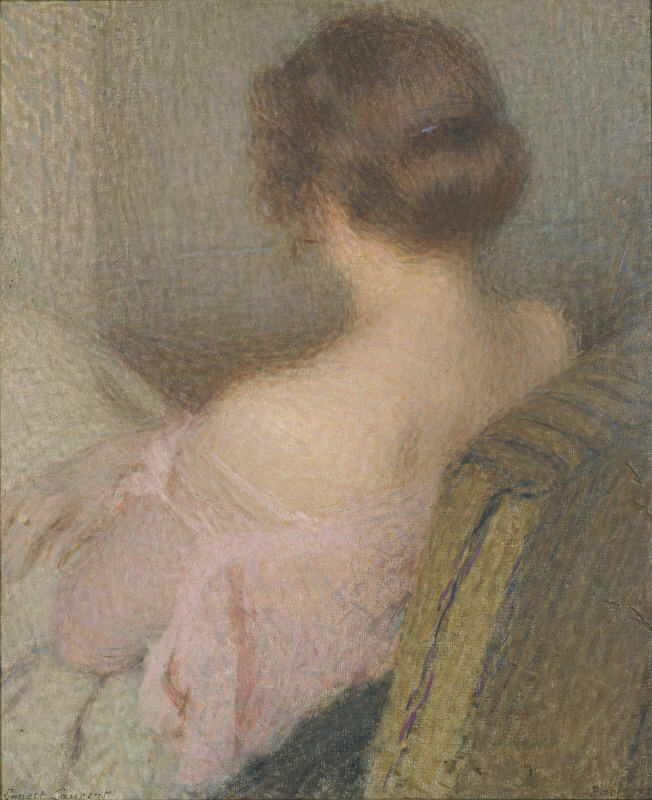
Mooie schouders